# Auberge de la Couronne (Saint-Flour)
Pour l’article homonyme, voir Auberge de la Couronne (Dambach-la-Ville).
L’auberge de la Couronne est un monument situé à Saint-Flour, dans le département du Cantal.

## Histoire
Bâtiment datant du XVe siècle qui fut longtemps connu sous le nom d'auberge de la Couronne. Selon la tradition, Charles VII, lors de son passage à Saint-Flour en 1437, aurait fait une halte dans cet édifice pour se rafraîchir. En 1591, l'auberge a été utilisée comme quartier général par Philibert d'Apchier, gouverneur de Saint-Flour.

## Description
La structure est caractérisée par des fenêtres à meneaux, trois grandes portes avec des arcs surbaissés, ainsi que des caves dotées de voûtes ogivales construites sur le rocher. Au premier étage, une imposante cheminée de style Renaissance arbore un écusson sculpté en haut relief représentant un cerf aux bois fleuris.

## Protection
La façade, la toiture et la cheminée intérieure sont inscrites au titre des monuments historiques par arrêté du 14 octobre 1946.